# Rhipidothuria
Genre
Rhipidothuria est un genre de concombres de mer des abysses de la famille des Elpidiidae.

## Liste des espèces
Selon World Register of Marine Species (4 septembre 2020) :
- Rhipidothuria racovitzai Hérouard, 1901
- Rhipidothuria verrucosa (Théel, 1879)